# La Serranía
La Serranía è una comarca della Spagna, situata nella comunità autonoma di Castiglia-La Mancia, ed in particolare nella provincia di Guadalajara.